# Louis Laurie
Louis Daniel Laurie, detto Lou (Cleveland, 19 novembre 1917 – Beachwood, 26 dicembre 2002), è stato un pugile statunitense.

## Palmarès

### Olimpiadi
- Bronzo a Berlino 1936 nei pesi mosca.